# The Greatest Hits of Donna Summer
The Greatest Hits of Donna Summer — сборник лучших песен американской певицы Донны Саммер, выпущенный в ноябре 1977 году на лейбле GTO Records только в Великобритании.

## Предыстория и выпуск
С 1975 по 1977 год дистрибуцией музыки Саммер в Соединённом Королевстве занималась компания GTO Records, однако перед выходом студийного альбома Once Upon a Time, продюсеры артистки решили отдать предпочтение лейблу Casablanca Records, который уже выпускал музыку Саммер в Северной Америке и стремился заполучить права на каталог во всём остальном мире. GTO такая ситуация не радовала, поэтому они продолжили выпускать синглы с альбома I Remember Yesterday в ответ на свежие синглы певицы. В результате артистка оказалась в ситуации, когда она конкурировала со своими старыми записями как в чартах синглов, так и альбомов.
Самым острым моментом в противостоянии лейблов стал выпуск данного сборника хитов. GTO и Casablanca начали судебную тяжбу: GTO попытался оспорить сделку на лицензионные соглашения с продюсеров Casablanca, однако безуспешно. Casablanca же подали иск к GTO из-за даты выхода сборника, которая стояла прямо перед выходом нового альбома Once Upon a Time, что могло бы привести его к «провалу», который мог негативно сказаться на будущей карьере певицы. В конечном счете дело было улажено, и сборник появился в продаже на пару дней позже новой работы Саммер.
Альбом был выпущен в так называемый рождественский сезон 1977 года, его продажи превысили сто тысяч копий уже в декабре месяце, что позволило ему получить золотой статус в Великобритании. В чарте альбомов сборник попал на четвёртое место, став вторым топ-5 альбомом для артистки в стране; всего же он провёл там восемнадцать недель.

## Контент
Трек-лист альбома состоит из девяти песен, записанных с 1975 по 1977 год. Фото для обложки было сделано Виктором Скребнески. Примечательно, что чуть ранее в Нидерландах лейблом Groovy был выпущен сборник Саммер с аналогичным (но не идентичным) наполнением и оформлением.

## Список композиций
Слова и музыка всех песен — Донны Саммер, Джорджо Мородера и Пита Белотта, за исключением отмеченных.
| №                   | Название                        | Автор(ы)                        | Длительность |
| ------------------- | ------------------------------- | ------------------------------- | ------------ |
| 1.                  | «I Feel Love»                   |                                 | 5:35         |
| 2.                  | «Could It Be Magic»             | Эдриенн Андерсон, Барри Манилоу | 3:12         |
| 3.                  | «Winter Melody»                 |                                 | 6:26         |
| 4.                  | «Wasted»                        |                                 | 3:53         |
| 5.                  | «Try Me, I Know We Can Make It» |                                 | 4:13         |
| Общая длительность: | Общая длительность:             | Общая длительность:             | 23:19        |

| №                   | Название                | Длительность |
| ------------------- | ----------------------- | ------------ |
| 1.                  | «I Remember Yesterday»  | 4:14         |
| 2.                  | «Spring Affair»         | 3:55         |
| 3.                  | «Love’s Unkind»         | 4:24         |
| 4.                  | «Love to Love You Baby» | 12:51        |
| Общая длительность: | Общая длительность:     | 25:24        |

## Позиции в хит-парадах
| Хит-парад (1977)                 | Высшая позиция | Недель в чарте |
| -------------------------------- | -------------- | -------------- |
| Великобритания (UK Albums Chart) | 4              | 18             |

## Сертификации и продажи
| Регион                                                      | Сертификация | Продажи  |
| ----------------------------------------------------------- | ------------ | -------- |
| Великобритания (BPI)                                        | Золотой      | 100 000^ |
| ^ Данные о тиражах приведены только на основе сертификации. |              |          |